# SN 2009li
SN 2009li – supernowa typu Ia-pec odkryta 16 listopada 2009 roku w galaktyce IC1549. W momencie odkrycia miała maksymalną jasność 18,00m.